# مارک لورنز
مارک لورنز (انگلیسی: Marc Lorenz؛ زادهٔ ۱۸ ژوئیهٔ ۱۹۸۸) بازیکن فوتبال اهل آلمان است.
از باشگاه‌هایی که در آن بازی کرده‌است می‌توان به باشگاه فوتبال وهن ویسبادن، باشگاه فوتبال شالکه ۰۴، و باشگاه فوتبال آرمینیا بیله‌فلد اشاره کرد.